# Paramarane
Paramarane é um gênero de mariposa pertencente à família Bombycidae.